# Дружба (Харьковская область)
Дру́жба (укр. Дружба; до 2016 г. — Ле́нинское) — посёлок, Кобзовский сельский совет, Красноградский район, Харьковская область, Украина.
Код КОАТУУ — 6323381204. Население по переписи 2023 года составляет 437 человека.

## Географическое положение
Посёлок Дружба находится в верховьях балки Волчье Горло. По посёлку протекает пересыхающий ручей с несколькими запрудами. На расстоянии в 2 км проходит автомобильная дорога М-18 (E 105).

## История
- 1922 — дата основания.
- 2016 — посёлок Ленинское переименован в посёлок Дружба.

## Экономика
- Молочно-товарная и свинотоварная фермы.